# Peperomia haematolepis
Peperomia haematolepis är en pepparväxtart som beskrevs av William Trelease. Peperomia haematolepis ingår i släktet peperomior, och familjen pepparväxter. Inga underarter finns listade i Catalogue of Life.